# Hans de Koster

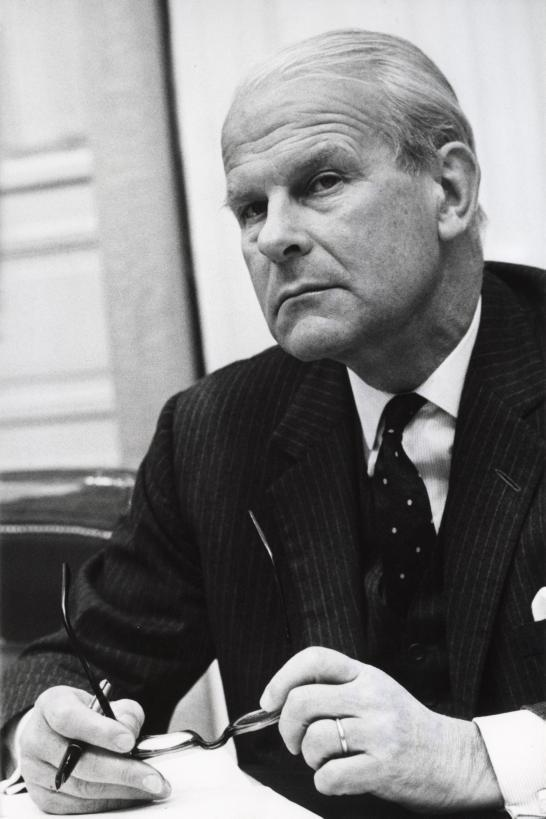
Hans de Koster (1972)

Hans de Koster (* 5. November 1914 in Leiden; † 24. November 1992 in Wassenaar) war ein niederländischer Politiker der Volkspartij voor Vrijheid en Democratie.

## Leben
Koster studierte Wirtschaftswissenschaften. Er wurde Mitglied der Volkspartij voor Vrijheid en Democratie. Von 1971 bis 1973 war Koster als Nachfolger von Willem den Toom niederländischer Verteidigungsminister im Regierungskabinett von Barend Biesheuvel. Ihm folgte als Verteidigungsminister Henk Vredeling. Nach seiner Ministerzeit war Koster Abgeordneter in der Zweiten Kammer der Generalstaaten von 1973 bis 1977 und von 1977 bis 1980 war Koster Abgeordneter der Ersten Kammer der Generalstaaten. Von 1978 bis 1981 war er zudem als Nachfolger von Karl Czernetz Präsident der Parlamentarischen Versammlung des Europarates.

## Preise und Auszeichnungen
- Großoffizier des Ordens von Oranien-Nassau, 8. Juni 1973
- Ritter des Ordens vom Niederländischen Löwen, 29. April 1966
- Bronzener Löwe